# 奥地利犹太人历史
奥地利犹太人是一个古老的犹太社团，可能起源于罗马征服以色列时期。在许多个世纪中，这个社团的政治地位曾经多次起起落落：在某些时期，犹太社团很繁荣，享受政治平等；在另一些时期，犹太社团遭到集体屠杀、放逐和迫害。犹太人大屠杀基本毁灭了奥地利的犹太社团，根据2001年人口统计，在奥地利只有8,140名犹太人，但是另一些估计介于9,000, 15,000到2万人之间。

## 历史

### 古代
最迟在3世纪，犹太人已经生活在奥地利。这是一支考古队伍于2008年发现的。

### 中世纪
一份来自10世纪的文件规定在多瑙河上犹太人和基督徒商人拥有平等的权利，意味着在维也纳当时也许存在着犹太人，但是没有具体的证据。这一地区犹太人社团存在的确切证据，是12世纪初建立的2座犹太会堂。在12世纪，维也纳的犹太居民点吸收了来自巴伐利亚和莱茵兰的犹太移民，规模有所扩大。 
13世纪初，犹太社团开始繁荣。其中一个主要原因是腓特烈二世承认犹太人是一个单独的种族和宗教团体，不受针对基督徒的法律限制。1244年7月，这位皇帝颁布了犹太人权利法案，鼓励他们从事信贷行业，鼓励其他犹太人移居奥地利，许诺他们将会受到保护，并享有自治权，例如自行审判和征税等。这项权利法案影响到其他欧洲国家，例如犹太人高度集中的匈牙利、波兰、立陶宛、西里西亚和波西米亚等地。
这一时期，犹太人主要从事商业、征税，因此成为奥地利其他方面的关键角色。1204年，奥地利建立了第一座有文件记载的犹太会堂。此外，犹太人进入了宗教繁荣时期，一批著名的拉比住在维也纳，后来被称为“维也纳的智者”。他们成立了Beth Midrash，被认为是欧洲这一时期最大的塔木德学校。
犹太人社团的繁荣引起了基督徒的嫉妒和教会的敌意。1282年，当这一地区被天主教的哈布斯堡王朝控制时，奥地利就不再是犹太教的宗教中心了。 
犹太人由于充当收税者和放债人，而受到广泛仇视。最早的犹太人收税的证据出现在1320年的文件中。这一时期，发生了反犹太人的骚乱。14世纪中叶和15世纪初，阿尔伯特三世和利奥波德三世统治时期，犹太人的人口继续下降。这一时期取消了许多曾经由犹太人征收的债，没收犹太人的财产，成立了反对他们的经济限制。

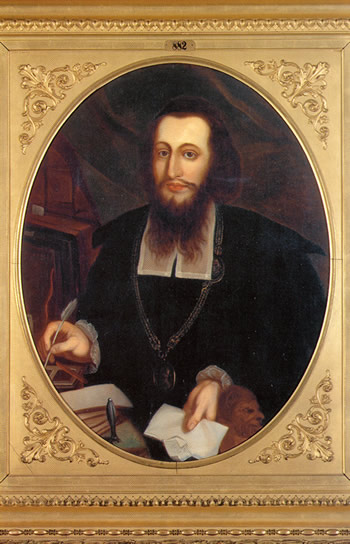
萨姆森·韦特海默

#### 逐出奥地利
15世纪中叶，反天主教的胡斯运动在捷克兴起以后，犹太人被指控与该运动有关，生存环境有所恶化。1420年，一名上奥地利的犹太人被控亵渎了圣体，犹太社团的地位降到最低点。这导致阿尔伯特五世下令逮捕所有奥地利的犹太人。240名犹太人被当众活活烧死，其余人被剥夺财产，逐出奥地利。奥地利成为第一个驱逐犹太人的欧洲国家。1469年，放逐令被腓特烈三世取消，他以与犹太人关系良好而著称，甚至被称为“犹太人的国王”。他允许犹太人返回，居住在施蒂利亚州和克恩顿州的所有城市。在他的统治下，犹太人获得短暂的平静时期（1440-1493年）。

### 耶稣会宗教狂热的兴起
相对平静的时期并未持续很久，斐迪南一世在1556年继位，他虽然反对迫害犹太人，但是要求犹太人纳很重的税，并且命令他们佩戴羞辱的标志。从1564年到1619年，在马克西米连一世、鲁道夫二世和马蒂亚斯统治时期，耶稣会的宗教狂热非常盛行，因此犹太人的状况更为恶化。后来，在斐迪南二世统治时期，一反其祖父的做法，反对迫害犹太人，甚至允许修建一座犹太会堂，他需要来自犹太人的大量税收。
利奥波德一世统治时期，奥地利犹太人社团进入了最低点，犹太人频繁遭到迫害，从各个地区驱逐出去，包括1670年逐出维也纳，但是几年后又陆续返回。犹太人还要忍受与众不同的特别法律 — 其中一条只允许第一个孩子结婚，以阻止犹太人口的增长。虽然利奥波德一世对待犹太人非常严厉，但是他有一位犹太人经济顾问萨姆森·韦特海默。

#### 繁荣
到1918年，大约有30万犹太人分散居住在奥地利的33个居民点，其中大部分（约有20万人）居住在首都维也纳。

### 第一共和国和奥地利法西斯主义时期 (1918–1934 / 1934–1938）

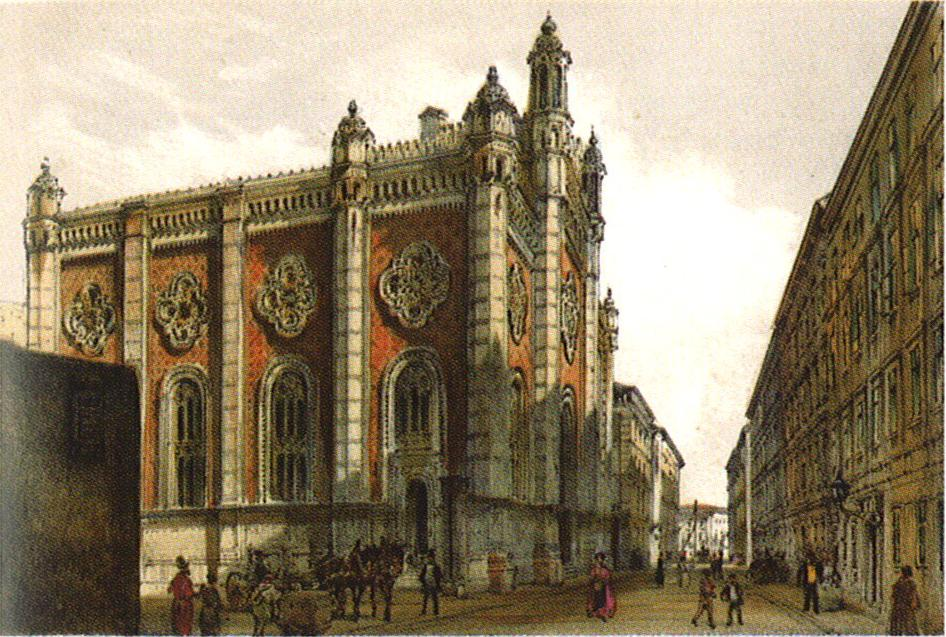
维也纳利奥波德城会堂

奥地利第一共和国时期的历史受到犹太人的强烈影响。奥地利社会民主党的许多最高级领袖，尤其是奥地利马克思主义的领袖都是犹太人，例如维克多·阿德勒、奥托·鲍威尔、Gustav Eckstein、Julius Deutsch及维也纳学校制度的改革者，Hugo Breitner。社会民主党是奥地利唯一接纳犹太人的政党，并且占据领导位置，1918年以后成立了一些犹太人政党。在维也纳有大约10%的人口是犹太人。在犹太人比重高的区，例如利奥波德城这个唯一犹太人占人口一般的区，以及邻近的 阿尔瑟格伦德和布里吉特瑙区，那里有三分之一的人口是犹太人，社会民主党获得的选票高于标准的“工人阶级”区。
犹太人的文化贡献也达到顶峰。许多著名的作家、电影和戏剧导演都是奥地利犹太人。1933年，许多在德国工作和生活多年的奥地利犹太人，返回了奥地利，许多人逃避纳粹对犹太人从事电影业的限制。
1934年，奥地利内战爆发。新政权是保守的法西斯主义者，社会民主党领袖不是被捕就是被迫逃亡。

### 犹太人大屠杀

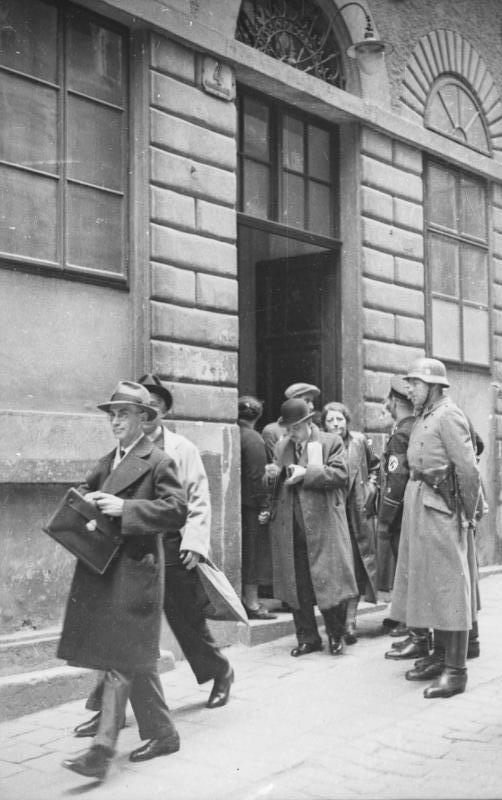
"Razzia" after the annexation of Austria at the headquarters of the Israelitische Kultusgemeinde in Vienna, March 1938

繁荣时期突然中止于1938年的德奥合并。在合并时，奥地利有181,882名犹太人，其中167,249人住在维也纳 – 但是此前已有数千名犹太人移居国外。包括父母中有一人是犹太人，甚至祖父母中有一人是犹太人者，他们也受到纳粹的起诉，犹太人数目达到201,000到214,000人。

在犹太大屠杀期间，中国驻维也纳总领事何凤山冒着生命和职业的危险，设法营救数千名寻求逃离纳粹的犹太人，为犹太人迅速办理了数千份签证。在他们之中
1956年匈牙利革命期间，大约有20万名匈牙利人经过奥地利逃往西方，其中包括17,000名犹太人。7万名匈牙利人留在奥地利，其中许多人是犹太人，他们逃离了奥地利西部， 其中一个最为人所知的是政治学家和公关保罗·伦德沃伊 。

### 现状

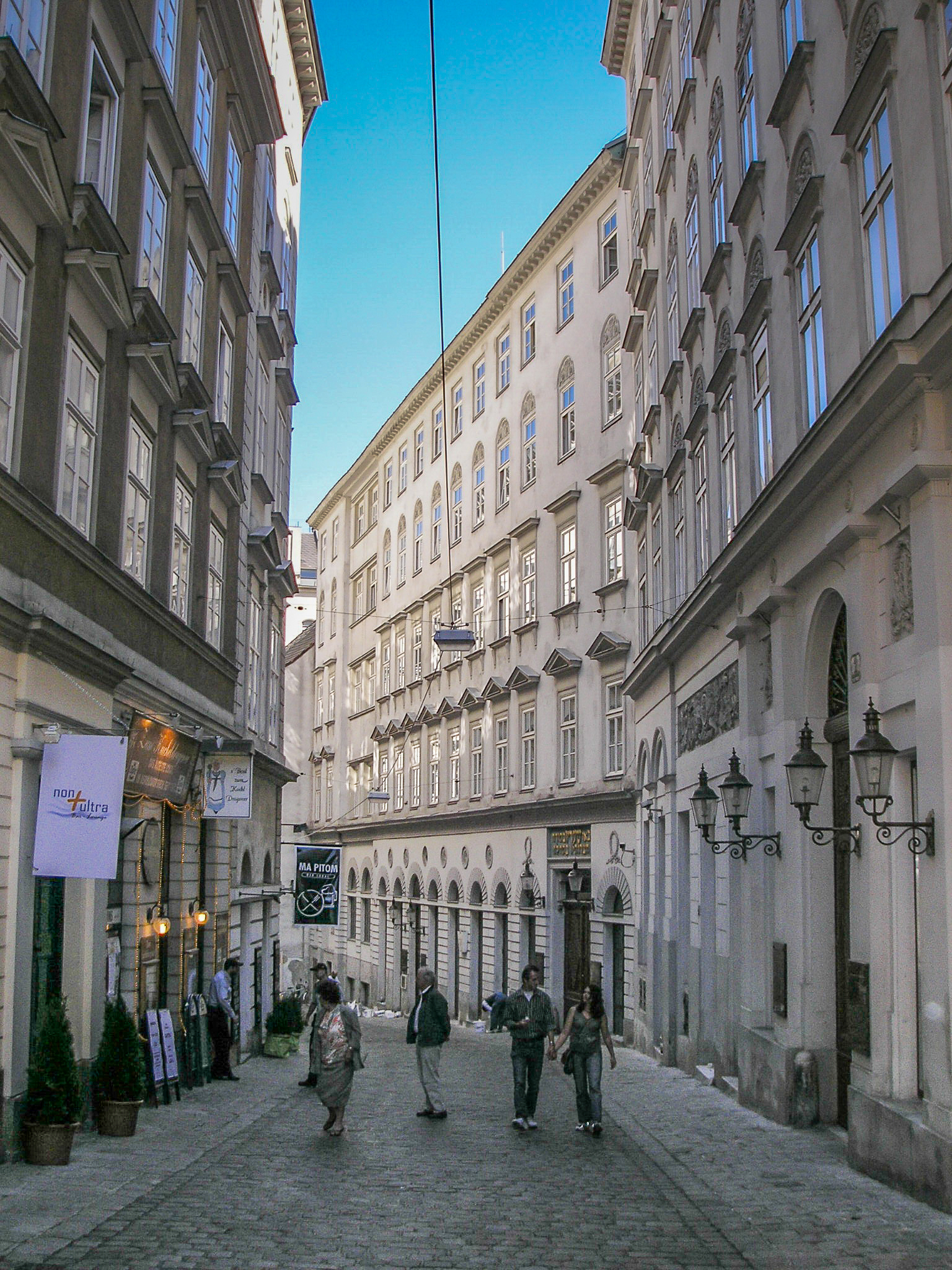
维也纳的城市会堂 - 犹太人社区的主要建筑

犹太人大屠杀以后，奥地利的犹太人社区得到重建，但是其规模缩小了很多。在1950年代有一场从苏联到奥地利的移民潮。铁幕倒下以后，来自前苏联的犹太人再度涌入。目前奥地利犹太人大约有一万二千到一万五千人，其中大部分住在维也纳、格拉茨和萨尔茨堡。其中有大约800人是1938年以前就住在奥地利的大屠杀幸存者，大约有1500人是来自前苏联的移民。
1991年7月，奥地利政府承认在二战期间第三帝国罪行中所起的作用。1993年，奥地利政府重建了毁于水晶之夜的因斯布鲁克犹太会堂，1994年重建了维也纳犹太图书馆。  
新纳粹主义和反犹运动并未在奥地利公共生活中完全消失。在1990年代，许多威胁信件被寄给了政治家和记者，一些奥地利公众人物偶尔也会显示出对纳粹主义的同情。
1986年，在二战期间曾担任德国国防军军官的库尔特·瓦尔德海姆出任奥地利总统，并任职到1992年为止。在任期间他被许多国家视为“不受欢迎的人”。

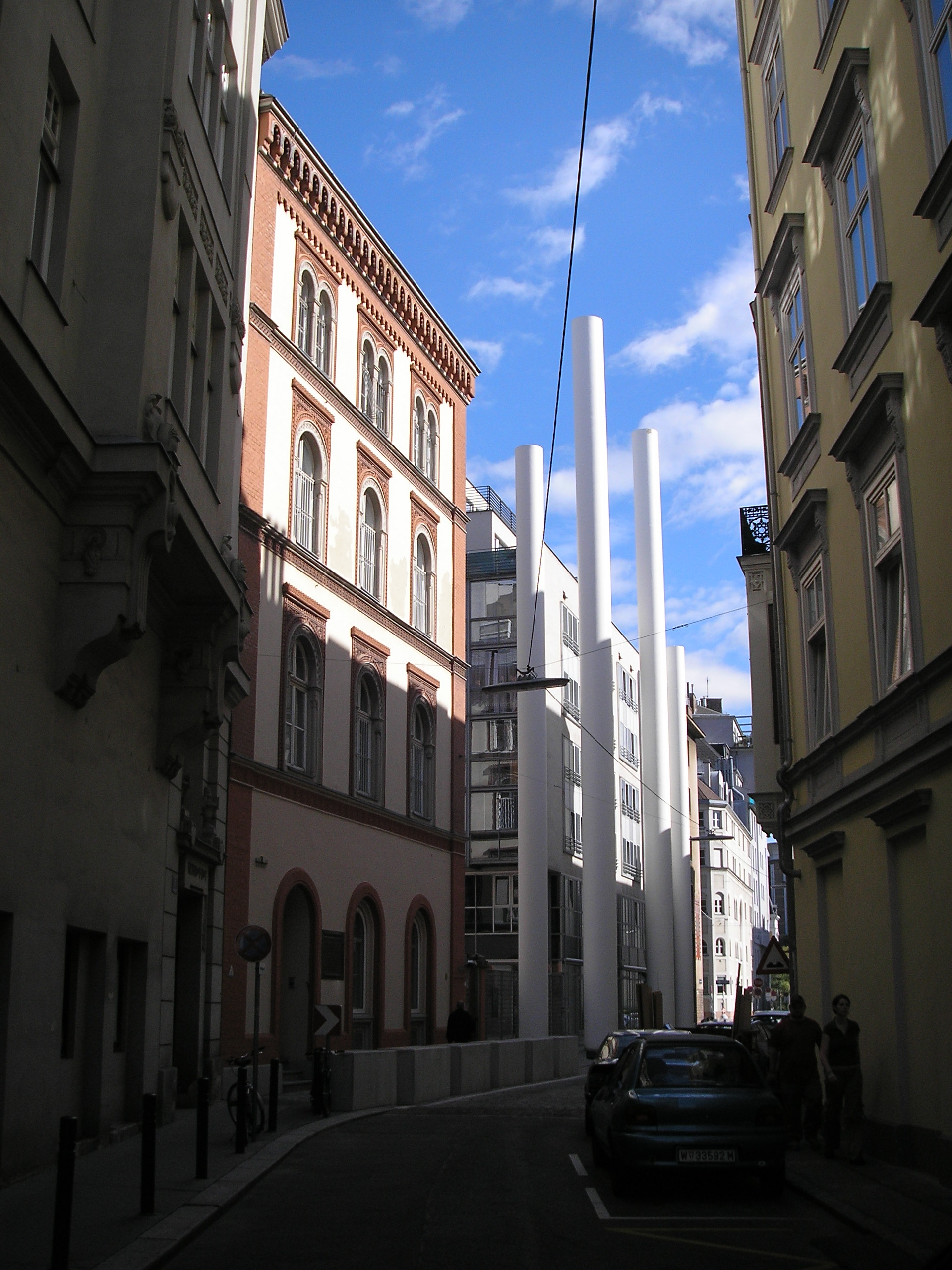

今天奥地利最大的犹太人社区存在位于首都维也纳，包括犹太会堂、犹太养老院、维也纳犹太博物馆（成立于1993年）等机构。奥地利犹太人有许多不同的派别，包括犹太教正统派和犹太教改革派。犹太人社团还有许多活动，Chabad运动负责管理幼儿园、学校、社区中心，甚至一所大学。此外还有Bnei Akiva和青年衛士青年运动的分支。今天，维也纳犹太人中最大的少数群体来自格鲁吉亚。
战后的奥地利只有很少的犹太人，但是其中一些在奥地利社会中非常突出，例如布魯諾·克萊斯基，从1971年到1983年担任奥地利总理，画家和建筑师Friedensreich Hundertwasser，政治家Elizabeth Peterman, 奥地利国会议员，奥地利社会民主党党员，Peter Sichrovsky 曾经是奥地利自由党党员，是一名 欧洲议会议员。